# Брустверні монітори типу «Тоннер»
Кораблі типу «Тоннер» — два брустверних монітори військово-морських сил Франції.

## Кораблі
«Тоннер», побудований Arsenal de Lorient, закладений  у жовтні 1873, спущено на воду  у вересні 1875, увійшов у  стрій 1879, виключений зі складу флоту 1905 року.
«Фульмінат», побудований Arsenal de Cherbourg, закладений  у січні 1875, спущено на воду у серпні 1877, увійшов у  стрій 1882, виключений зі складу флоту 1908 року.
Мав бути побудований також третій монітор цього типу, «Фурйо», але конструкцію корабля суттєво змінили, аби він міг успішно протистояти новим німецьким броненосцям типу «Заксен». Він був добудований як барбетний броненосець.

## Конструкція
Відповідні кораблі несли основне озброєння (дві 274 міліметрові гармати M1875 No.2) у єдиній башті, розташованій на носі. На відміну від класичних американських моніторів мали досить розвинену надбудову. Водночас через її вузькість (всього 2,4 метри) давали теоретично змогу кораблю вести вогонь у напрямку прямо на корму. Втім, коли «Тоннер» провів відповідний експеримент у 1884 році, гази з гармати зруйнували передню стінку надбудови.
«Тоннер» був дещо меншим за «Фульмінат» — водотонажність 5 765 тон проти 5871 у другого корабля. Монітори були відносно повільними — максимальна швидкість 13,7 вузлів, зате надійно захищеними — товщина бронювання поясу, брустверу та башти досягала 320 міліметрів, корабелі мали 50 міліметрову броньовану палубу поза межами брустверу.

## Історія служби
У ході модернізації 1890-х озброєння кораблів посилили за рахунок малокаліберних скорострільних гармат.
У цей період вони використовувались як плавучі бази міноносців.